# Cerekvička-Rosice
Cerekvička-Rosice é uma comuna checa localizada na região de Vysočina, distrito de Jihlava.